# Cape May Point
Cape May Point és una població dels Estats Units a l'estat de Nova Jersey. Segons el cens del 2006 tenia 230 habitants.

## Demografia
Segons el cens del 2000, Cape May Point tenia 241 habitants, 133 habitatges, i 77 famílies. La densitat de població era de 320,9 habitants/km².
Dels 133 habitatges en un 6,8% hi vivien nens de menys de 18 anys, en un 54,1% hi vivien parelles casades, en un 3,8% dones solteres, i en un 41,4% no eren unitats familiars. En el 35,3% dels habitatges hi vivien persones soles el 23,3% de les quals corresponia a persones de 65 anys o més que vivien soles. El nombre mitjà de persones vivint en cada habitatge era d'1,81 i el nombre mitjà de persones que vivien en cada família era de 2,27.
Per edats la població es repartia de la següent manera: un 6,6% tenia menys de 18 anys, un 0,8% entre 18 i 24, un 10,4% entre 25 i 44, un 34,4% de 45 a 60 i un 47,7% 65 anys o més.
L'edat mediana era de 64 anys. Per cada 100 dones de 18 o més anys hi havia 89,1 homes.
La renda mediana per habitatge era de 55.313 $ i la renda mediana per família de 69.750 $. Els homes tenien una renda mediana de 63.250 $ mentre que les dones 30.833 $. La renda per capita de la població era de 52.689 $. Cap de les famílies i l'1,7% de la població estaven per davall del llindar de pobresa.

## Poblacions més properes
El següent diagrama mostra les poblacions més properes.